# Multidimensionale Selbstwertskala
Die Multidimensionale Selbstwertskala (MSWS) ist ein psychologischer Fragebogen zur mehrdimensionalen Erfassung von Selbstwertfacetten. Die theoretische Grundlage bildet das Mehr-Facetten-Modell von Shavelson, Huber und Stanton aus dem Jahr 1976. Die Gesamtskala (GSW) wird aus 32 Fragen gebildet, wobei sechs Facetten unterschieden werden können, denen fünf bis sieben Fragen zugeordnet sind. Die sechs Selbstwertskalen sind:
- Emotionale Selbstwertschätzung (ESWS)
- Soziale Selbstwertschätzung: Sicherheit im Kontakt (SWKO)
- Soziale Selbstwertschätzung: Umgang mit Kritik (SWKR)
- Leistungsbezogene Selbstwertschätzung (LSWS)
- Selbstwertschätzung physische Attraktivität (SWPA)
- Selbstwertschätzung Sportlichkeit (SWSP)

Die ersten vier werden zu einer Skala der allgemeinen Selbstwertschätzung (ASW) zusammengefasst und die letzten beiden zu einer Skala der körperbezogenen Selbstwertschätzung (KSW).

## Entwicklung
Aus der Feelings of Inadequacy Scale (FIS) von Janis und Field aus dem Jahre 1959 wurde von Fleming und Courtney im Jahr 1984 die Multidimensional Self-Concept Scale (MSCS) entwickelt. Die Multidimensionale Selbstwertskala ist eine deutschsprachige Adaptation und Weiterentwicklung von Schütz und Sellin aus dem Jahr 2006.

## Alternative Fragebögen
Ein anderer Fragebogen zur Erfassung des Selbstwertes ist die Rosenberg Self-Esteem Scale (RSES).